# Прапор Міловського району
Пра́пор Міловсько́го райо́ну — один із символів Міловського району Луганської області, затверджений 28 листопада 2001 року.

## Опис
Прапор являє собою полотнище зі співвідношенням ширини до довжини — 2:3, що складається з двох рівновеликих вертикальних смуг синього та білого кольорів. У центрі прапора розміщено герб району з золотим байбаком, що тримає червону підкову.

## Символіка
- Синій колір — символ синього неба та єднання.
- Білий колір вказує на походження назви району.